# Stoki (województwo świętokrzyskie)
Stoki – osada leśna w Polsce położona w województwie świętokrzyskim, w powiecie koneckim, w gminie Końskie.